# Micah Boyd
Micah Boyd, född den 6 april 1982 i Saint Paul, Minnesota, är en amerikansk roddare.
Han tog OS-brons i åtta med styrman i samband med de olympiska roddtävlingarna 2008 i Peking.